# Foldamère

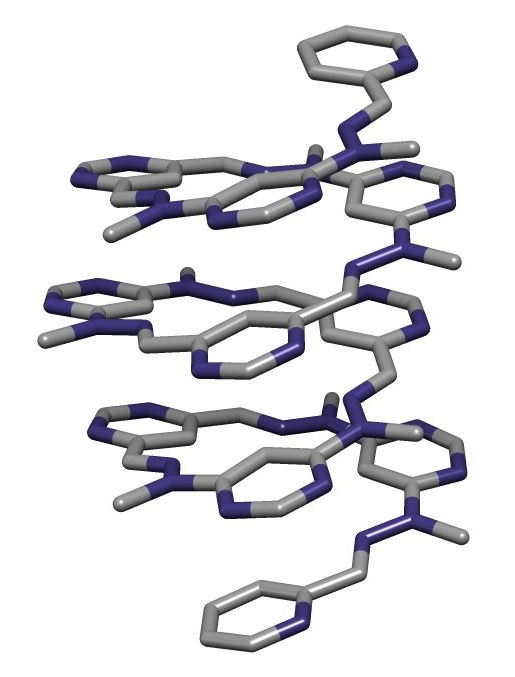
Un auto-assemblage intramoléculaire : structure cristalline hélicoïdale d’un foldamère établie par Lehn et coll.

Un foldamère est un polymère ayant une forte tendance à adopter une conformation compacte bien définie. Un comportement de repliement (folding en anglais) se rencontre pour les acides nucléiques (ADN et ARN) et les protéines (repliement des protéines). Ces biopolymères sont des foldamères naturels.